# Dāniq
Der Dāniq (arabisch دانق mit dem Plural Dawāniq bzw. Dānāq داناق mit dem Plural Dawānīq), in europäischen Darstellungen auch als Danec oder Danig bezeichnet, ist ein arabisches Münzgewicht, das im Islam kanonische Bedeutung hat. Nach al-Maqrīzī gehört er zusammen mit Dirham, Dinar, Mithqāl, Qīrāt, Ūqīya, Naschsch, Nawāt, Ratl und Qintār zu den zehn Gewichtsmaßen, die schon zur Zeit des Propheten Mohammed verwendet wurden. Der Name dieser Gewichtseinheit geht auf das mittelpersische Wort dānag zurück, das auch in dem neupersischen Wort dāne („Stück“) und in der Gewichtseinheit Dāng weiterlebt.
Hinsichtlich des Verhältnisses zwischen Dirham und Dāniq erklärt al-Maqrīzī in seiner Münzgeschichte Šuḏūr al-ʿuqūd fī ḏikr an-nuqūd, dass es in vorislamischer Zeit drei Arten von Dirhams gab: 1) den Dirham Ṭabarī im Wert von acht Dānāqs, 2) den Dirham baġlī im Wert von vier Dānāqs und 3) den Dirham ǧūrāqī im Wert von viereinhalb Dānāqs. Für die Bemessung des Dānāq habe man 8 2/5 Habbas mittlerer Größe zugrunde gelegt. Der Prophet Mohammed habe diese Gewichtsverhältnisse bestätigt. Der Kalif Muʿāwiya I. (reg. 656–670) habe dann Dirhams geprägt, die weniger als sechs Dānāqs wogen. Unter ʿAbd al-Malik (reg. 692–705) wurde das Gewicht des Dirham einheitlich auf sechs Dāniq festgelegt, wobei gleichzeitig bestimmt wurde, dass zehn Dirham sieben Mithqāl entsprechen sollten. In dieser Bedeutung entspricht der Dāniq dem antiken Obolus.
In al-Andalus galt allgemein 1 Dāniq = 2 Qīrāt.
J. H. Heigelin erwähnt in seinem Fremdwörter-Handbuch von 1838 unter dem Lemma „Dank“ ein Gewicht von 8 Gran, das von den Arabern zum Wägen von Edelsteinen verwendet wird. Vermutlich meint er damit ebenfalls den Dāniq, denn seine Maßangabe stimmt mit derjenigen von al-Maqrīzī (1 Dānāq = 8 2/5 Habba) weitgehend überein.
In Ägypten erscheint der Dāniq auch als ein festes Flächenmaß, das einem Sechstel Qīrāt und 29,17 m² entspricht.